# Grandchamp (Ardennes)
Grandchamp is een gemeente in het Franse departement Ardennes in de regio Grand Est en maakt deel uit van het arrondissement Rethel. De gemeente telde 89 inwoners op 1 januari 2022.

## Geschiedenis
Grandchamp maakte deel uit van het kanton Novion-Porcien tot het op 22 maart 2015 werd opgeheven en de gemeente werd opgenomen in het kanton Signy-l'Abbaye.

## Geografie
De oppervlakte van Grandchamp bedraagt 7,28 vierkante kilometer; Op 1 januari 2022 was de bevolkingsdichtheid 12,2 inwoners per km².
De onderstaande kaart toont de ligging van Grandchamp met de belangrijkste infrastructuur en aangrenzende gemeenten.

## Demografie
Onderstaande figuur toont het verloop van het inwonertal.
Vanwege een beveiligingsprobleem met de MediaWiki Graph-software is het momenteel niet mogelijk deze grafiek weer te geven. Zodra de software is bijgewerkt zal de grafiek vanzelf weer zichtbaar worden.

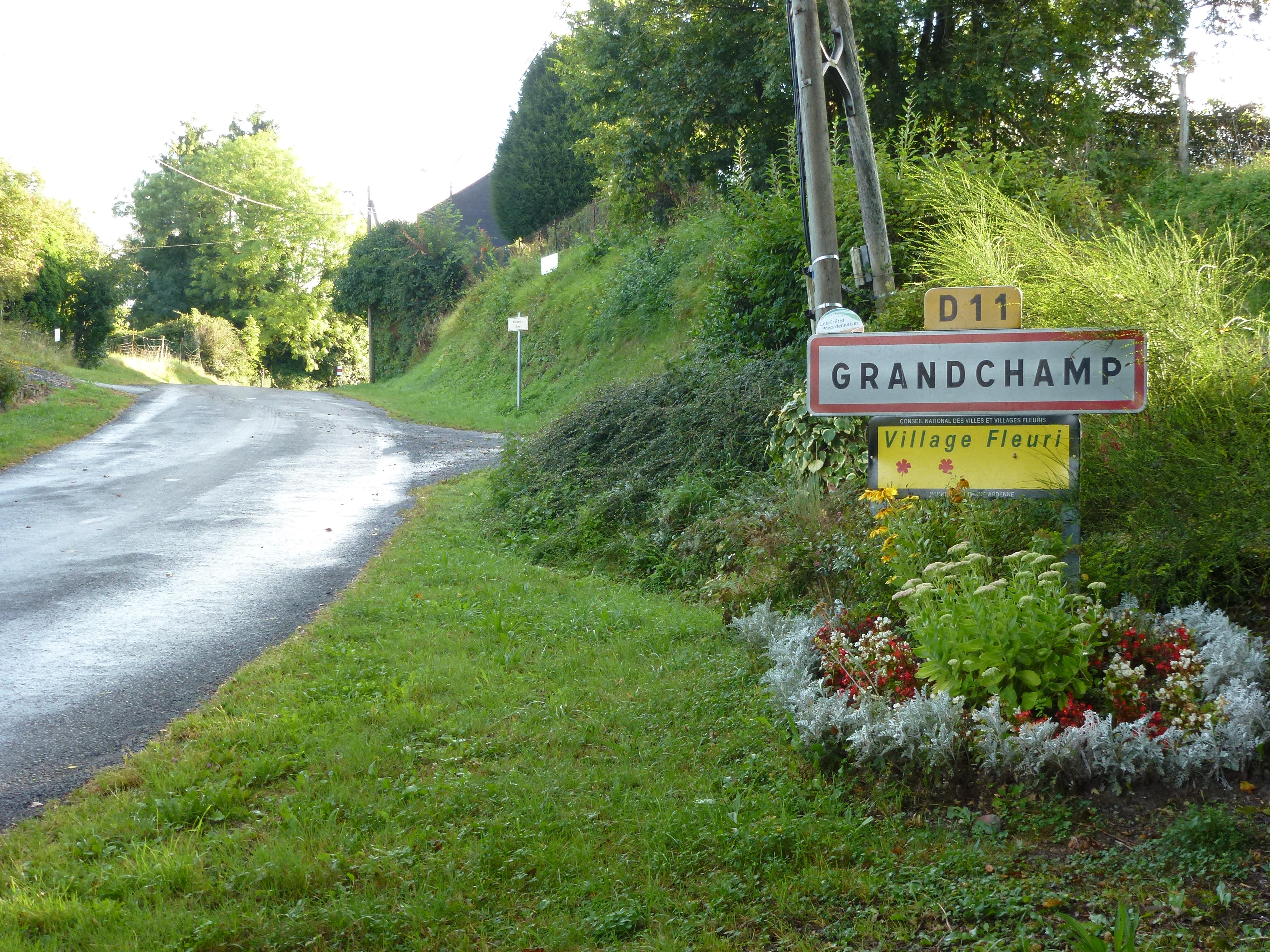
Entree Grandchamp
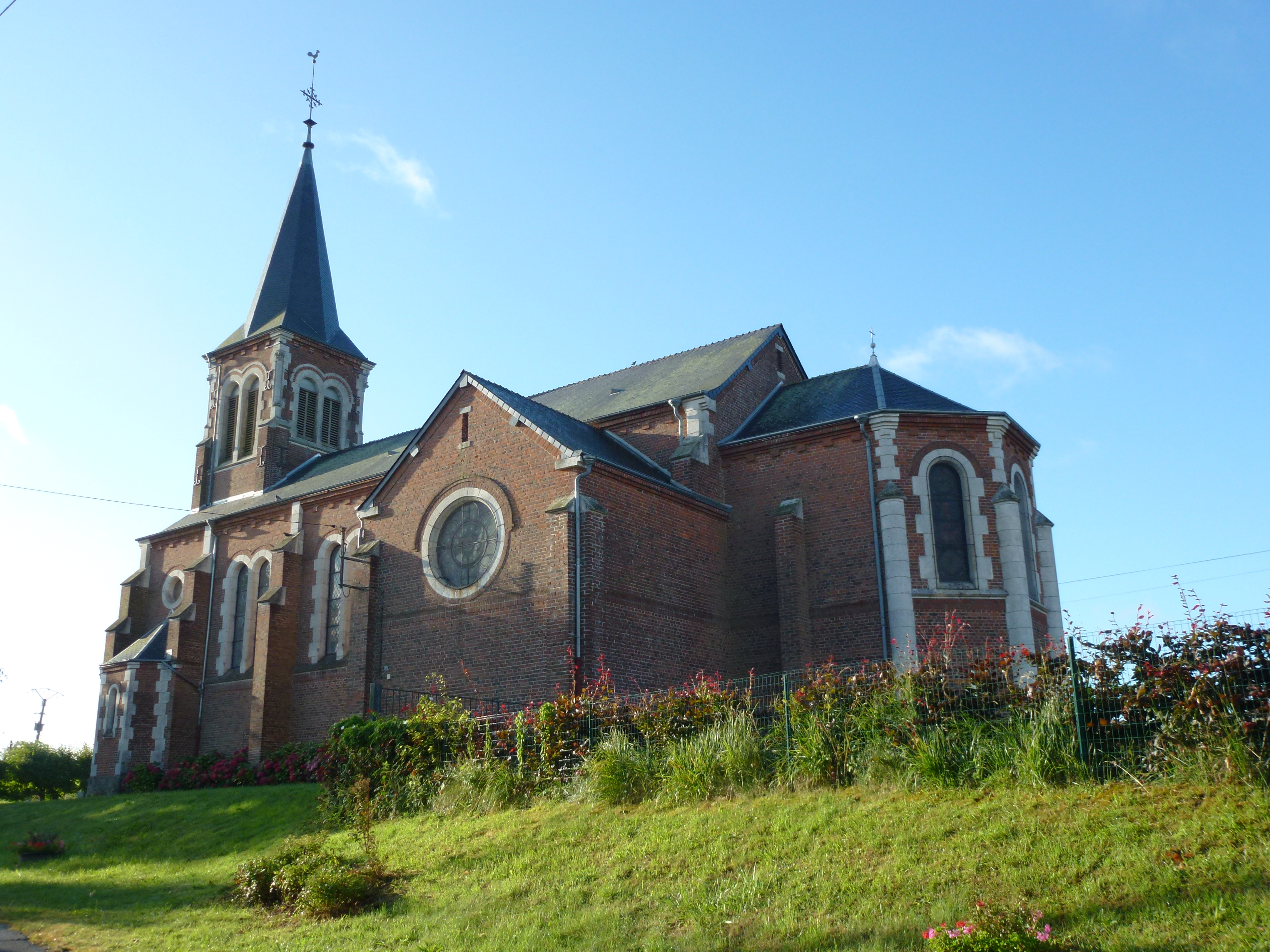
Kerk Saint-Thomas de Canterbury
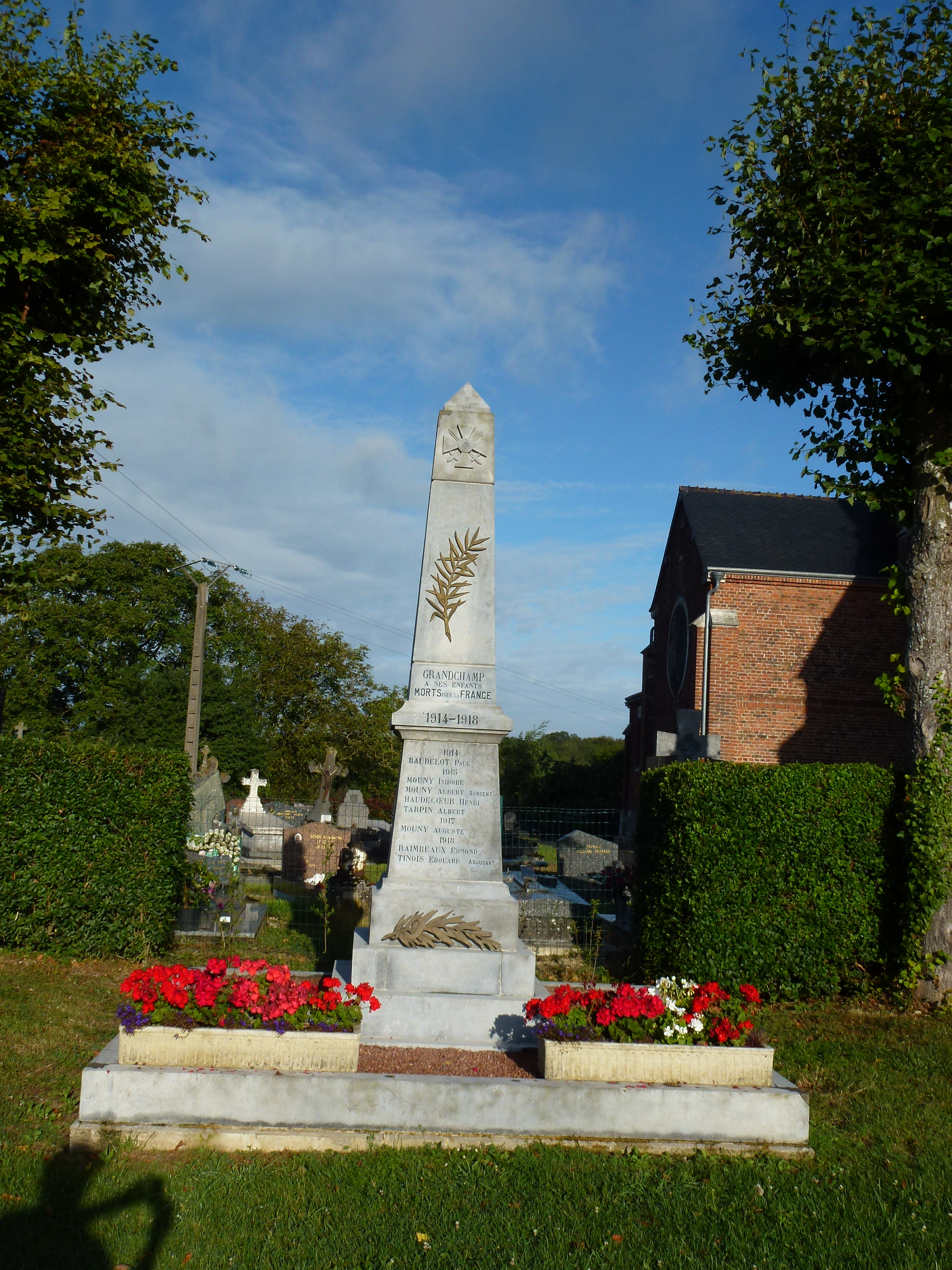
Oorlogsmonument
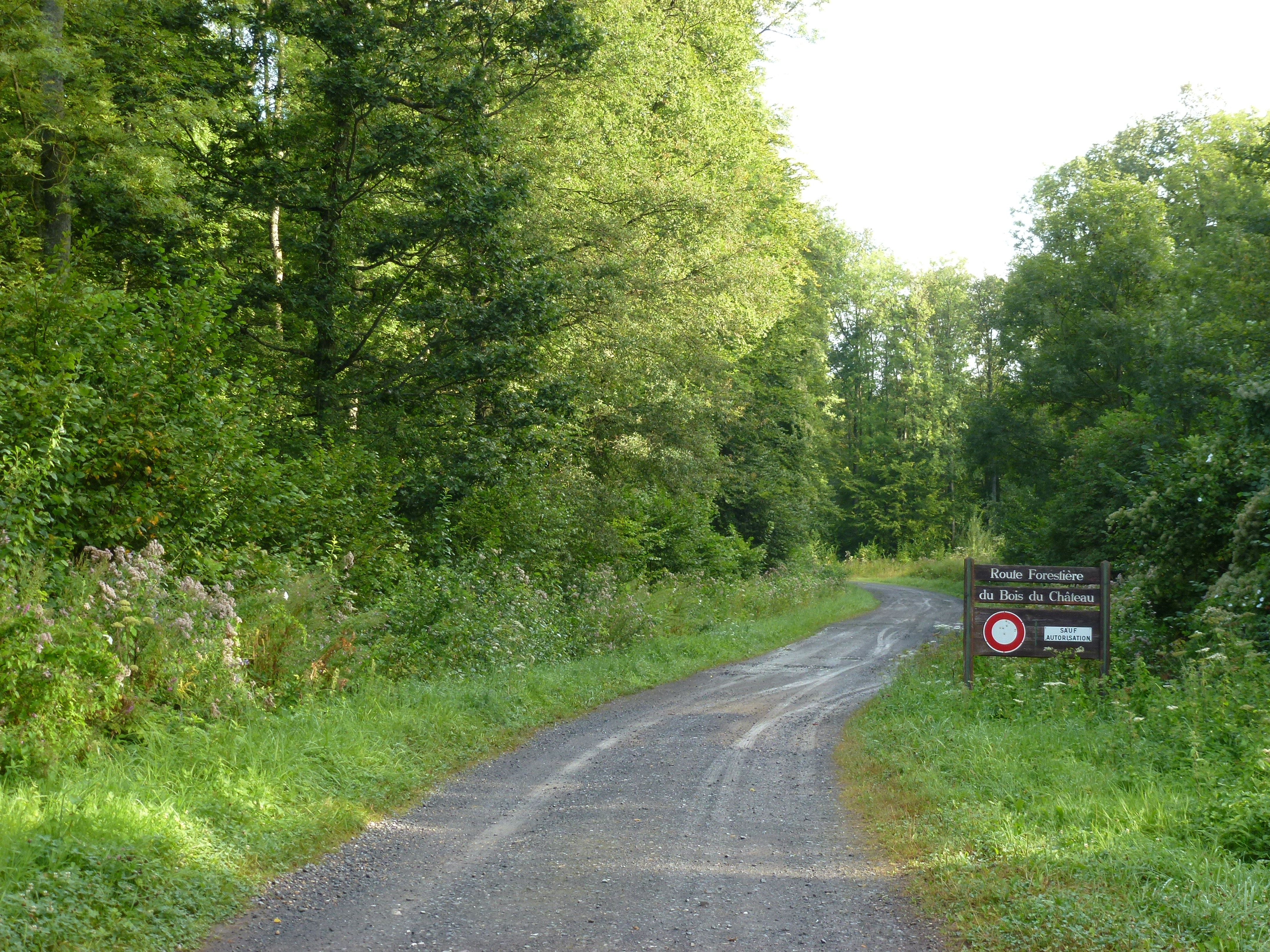
Het Bois du Château